# Wilhelm von Aarberg-Valangin
Wilhelm von Aarberg-Valangin (* um 1377; † 1427) war Herr von Valangin.

## Leben
Wilhelm von Aarberg-Valangin entstammte einer Seitenlinie des Geschlechts der Grafen von Aarberg und war ein Sohn von Johann II. von Aarberg-Valangin († 1383) und dessen Gattin Mahaut von Neuenburg-Blamont († 1410). Bereits als erst sechsjähriges Kind verlor er seinen Vater und stand danach unter der Vormundschaft seiner Mutter. Dieser gestattete er auch nach dem Erreichen seiner Volljährigkeit die weitere Mitsprache bei der Regierung. Als die Berner die Grafschaft Aarberg in ihren Besitz brachten, war Wilhelms Mutter verärgert, da sie selbst diese Grafschaft beansprucht hatte. In der Folge kündigte sie den einst von ihrem Gatten mit Bern eingegangenen Burgrechtsvertrag auf, beglich auch nicht die in diesem Vertrag stipulierte Loskaufsumme von 1200 Gulden und unterstützte stattdessen während der Schweizer  Habsburgerkriege den Herzog Leopold III. von Österreich, der in der am 9. Juli 1386 ausgetragenen Schlacht bei Sempach fiel. Die Berner verheerten zur Vergeltung das Val de Ruz sowie Hasenburg und Willisau. Daraufhin agierte Mahaut bedachtsamer und schloss 1401 mit Bern einen neuen Burgrechtsvertrag. Zwei Jahre später vereinbarte sie auch eine Allianz mit Biel.
1406 erteilte Wilhelm gemeinsam mit seiner Mutter an Valangin die sog. Grand Franchise; dadurch hatten nun die Einwohner von Valangin bezüglich ihrer Person und Güter die gleichen Rechte wie die Bürger von Neuenburg. Wilhelm zerstritt sich mit seinem Lehensherrn, dem Grafen von Neuenburg, sowie mit den Bernern. Hierdurch geriet er ebenso wie aufgrund seiner Beteiligung am Konzil von Konstanz und an den Kämpfen am italienischen Kriegsschauplatz in beträchtliche Schulden. Auch seine 1407 erfolgte Vermählung mit der vermögenden Erbin Jeanne von Bauffremont, durch welche die in Lothringen gelegene Freiherrschaft Bauffremont in seinen Besitz kam, vermochte seine prekäre finanzielle Lage nur wenig zu lindern. Aus seiner Ehe mit Jeanne ging sein Sohn Johann hervor, der ihm als Herr von Valangin nachfolgen sollte. Zur Verbesserung der Vermögenssituation seiner Herrschaft verkaufte Wilhelm 1407 Willisau an die Stadt Luzern und ordnete später in seinem letzten Willen an, dass sich sein Sohn mehrere Jahre in den Dienst eines höheren Adligen zu begeben hätte. Ferner sollte sein Sohn die ihm angeblich durch die neuen Herren von Neuenburg, die Grafen Konrad und Johann von Freiburg, zugefügten Kränkungen rächen. Wilhelm starb 1427 im Alter von etwa 50 Jahren.